# Гонсалес, Лаура
Лаура Исабель Гонсалес Гонсалес (исп. Laura Isabel González González, род. 8 февраля 1993, Медельин) — колумбийская регбистка, блуждающий полузащитник. Участница летних Олимпийских игр 2016 года, чемпионка Игр Центральной Америки и Карибского бассейна 2014 года.

## Биография
Лаура Гонсалес родилась 8 марта 1993 года в колумбийском городе Медельин.
Первоначально в течение пяти лет занималась теннисом. Впоследствии играла за команду из Антьокии по регби-15.
С 2012 года выступает за женскую сборную Колумбии по регби.
В 2013 году в составе женской сборной Колумбии по регби-7 завоевала золотую медаль Боливарианских игр в Трухильо.
В 2014 году выиграла золотую медаль Игр Центральной Америки и Карибского бассейна в Веракрусе.
В 2016 году участвовала в розыгрыше этапа Мировой серии по регби-7 в Атланте, где колумбийки выступали единственный раз и заняли последнее, 14-е место.
В том же году вошла в состав женской сборной Колумбии по регби-7 на летних Олимпийских играх в Рио-де-Жанейро, занявшей 12-е место. Провела 4 матча, очков не набрала.